# École nationale supérieure de techniques avancées
Pour les articles homonymes, voir ENSTA (homonymie).
L'École nationale supérieure de techniques avancées, de son nom de marque ENSTA - IP Paris, est l'une des 204 écoles d'ingénieurs françaises accréditées au 1er septembre 2020 à délivrer un diplôme d'ingénieur, membre fondateur de l'Institut Polytechnique de Paris et fruit de la fusion entre les deux écoles du groupe ENSTA.
Fondée en 1741 par Henri Louis Duhamel du Monceau sous le nom d'École des ingénieurs-constructeurs de vaisseaux royaux, il s'agit de la plus ancienne grande école française et l'une des plus prestigieuses. L'ENSTA assure la formation des ingénieurs du corps des ingénieurs de l'armement depuis sa création, en tant qu'école d'application de l'École polytechnique. L'école demeure civile bien qu'elle soit sous la tutelle du ministère des Armées par l'intermédiaire de la direction générale de l'Armement (DGA).
Membre du groupe IP Paris, c'est une grande école d'ingénieurs généraliste française membre de la conférence des grandes écoles. Elle forme aujourd'hui environ 250 ingénieurs par an. Elle dispense également des masters, mastères spécialisés, et accueille de nombreux doctorants dans ses six laboratoires.
L'école s'est installée en juillet 2012 à Palaiseau, au sein du technopôle Paris-Saclay. Elle était par ailleurs membre fondateur de l'Université Paris-Saclay, qu'elle a quittée depuis. En novembre 2018, l'école est devenue membre fondateur d'un nouveau groupement d'écoles : l'Institut Polytechnique de Paris. Dans le cadre de cette nouvelle entité, elle quitte le groupe ParisTech le 31 décembre 2019.
On compte parmi ses anciens élèves et professeurs de nombreux serviteurs de la défense nationale française, des ingénieurs de la société civile, des personnalités militaires et politiques ainsi qu'un prix Nobel de physique.
Depuis le 1er janvier 2025, l'ENSTA est répartie sur deux campus (Palaiseau et  Brest). Désormais, elle recrutera ses élèves ingénieurs - cursus civil - uniquement sur le concours commun Mines Ponts à partir de la rentrée 2026 (diplomation 2029).

## Historique

### Origines
L'origine de l'École remonte à 1741, date à laquelle Henry-Louis Duhamel du Monceau, inspecteur général de la Marine, créa une école à Paris destinée aux maîtres-charpentiers de marine. À ses débuts l'école est installée dans l'hôtel particulier de Henry-Louis Duhamel du Monceau sur l'Île Saint-Louis. Louis XVI ordonne en 1787 l’ouverture de l’école au Civil et en 1799, le Corps national prend son appellation définitive de « Génie Maritime ».[réf. nécessaire] Lors de la révolution française l'école va fermer ses portes avant d'accueillir de nouveau des étudiants à partir de 1793. À l'époque l'école investit le palais du Louvre et après des changements de noms successifs (École des ingénieurs-constructeurs de Vaisseaux royaux, École d'application du Génie Maritime...), l'École nationale supérieure du génie maritime.
L'école deviendra une école d'application de l'École polytechnique et prendra à sa charge la formation du corps des ingénieurs du génie maritime qui restera au début du XXe siècle le plus prestigieux des corps en sortie de polytechnique, on appelle ses ressortissants les « X GM ». L'école s'occupera aussi de la formation du corps des ingénieurs de l'aéronautique, les « X GM-Aéro ». Elle fusionne en 1940 avec l'École d'application de l'artillerie navale.
En 1951, le drapeau de l’École Nationale Supérieure du Génie Maritime reçoit la Croix de Guerre des mains de Jacques Gavini, secrétaire d’Etat chargé de la Marine. L'ENSTA Paris en devient l'héritière en 1970, date de sa création.
En 1970, dans le but de rassembler tous les corps d'ingénieurs de l'armement, Gonzague Bosquillon de Jenlis va initier la fusion des écoles historiquement chargées de la formation des différents corps techniques :
- l'École nationale supérieure du génie maritime (fondée en 1741) ;
- et l'École des ingénieurs hydrographes de la marine (fondée en 1814)[réf. nécessaire] ;
- l'École nationale supérieure des poudres (fondée en 1900) ;
- l'École nationale supérieure de l'armement (fondée en 1936).

Cette fusion donnera naissance à l'École nationale supérieure de techniques avancées qui deviendra ENSTA Paris.
Initialement, la fusion devait intégrer l'École nationale supérieure de l'aéronautique et de l'espace (aujourd'hui connue en tant que ISAE-Supaéro).[citation nécessaire]
L’ENSTA comporte depuis ses débuts des liens très forts avec l’école polytechnique (X).  L'ENSTA et l'École Polytechnique ont une relation étroite, formalisée par une convention d'association. Cette association, officialisée par un décret paru au Journal Officiel de la République Française le 21 janvier 2016, met en commun plusieurs compétences entre les deux écoles, notamment dans les domaines de la formation initiale et continue, la recherche, l'entrepreneuriat, les relations internationales et le soutien aux étudiants et à la recherche. Une telle relation entre l’X et l’ENSTA est unique parmi toutes celles avec les écoles d’application.
Le décret d'association entre l'ENSTA et l'École polytechnique a été abrogé par le décret n° 2019-549 du 31 mai 2019. Ce décret a créé l'établissement public expérimental "Institut Polytechnique de Paris" et a approuvé ses statuts, supprimant ainsi l'association précédente entre les deux écoles.
L'ENSTA est également membre fondateur de l'Institut Polytechnique de Paris, une entité qui regroupe plusieurs grandes écoles d'ingénieurs et vise à créer un institut de sciences et de technologies de rang mondial. Cette association permet à l'ENSTA de collaborer étroitement avec d'autres écoles partenaires telles que l'ENSAE Paris, Télécom Paris, et Télécom SudParis, renforçant ainsi son positionnement académique et scientifique.
Depuis 2025, l’ENSTA tient sa nouvelle raison d’être par décret et est chargée de « dispenser un enseignement supérieur ayant pour objet la formation d'ingénieurs civils et militaires, dont les ingénieurs de l'armement et les ingénieurs des études et techniques de l'armement, ainsi que de cadres et de docteurs hautement qualifiés pour les secteurs public et privé, en particulier dans les domaines de la défense et de la sécurité, des transports, de l'énergie, des activités maritimes, du numérique et des technologies de pointe».

### Liste des directeurs
Les directeurs successifs ont été :
- Gonzague Bosquillon de Jenlis[13] (1970-1974), X1936 GM ;
- Raymond Servières (1974-1976) ;
- René Francès (1976) ;
- Henri Boucher[14] (1976-1982), X1945 GM ;
- Jean-Marie Buscailhon (1982-1987) ;
- Jacques Waser (1987-1990), X1954 ;
- Pierre Jampy[15] (1990-1994), X1954 ;
- Pierre Sintès (1994-1998), ingénieur général de l'armement ;
- Hubert Pasteau[16] (1998-2003), X GM ;
- Dominique Tixeront[17] (2003-2008), X-Supaéro ;
- Yves Demay (2008-2012), X1977 ;
- Élisabeth Crépon[18] (2012-2025), X1983 ;
- Estelle Iacona (depuis mai 2025)[19], diplômée de Polytech Nantes.

## Groupements et Statut
L'école est aujourd'hui un établissement public à caractère scientifique, culturel et professionnel placé sous la tutelle du ministère des Armées. En pratique, cette tutelle est exercée par la direction générale de l'Armement (DGA) et le directeur de l'école est un ingénieur général de l'armement. Elle a plusieurs liens avec les écoles de ministère de la Défense : elle est associée à l'École polytechnique et fait partie du Groupe des écoles nationales supérieures de techniques avancées avec l'école nationale supérieure des ingénieurs des études et techniques d'armement devenue École nationale supérieure de techniques avancées Bretagne.
Entre 2007 et 2019, elle est membre du Pôle de recherche et d'enseignement supérieur ParisTech, qui réunit douze grandes écoles implantées en région Île-de-France : avant de rejoindre la Communauté d'universités et établissements Université Paris-Saclay à l'été 2014. Elle quitte officiellement cette dernière à l'été 2018, en rejoignant l'IP Paris (connu alors sous le nom de NewUni), et quitte ParisTech le 31 décembre 2019.

## Campus
Depuis juillet 2012, l'école est installée à Palaiseau juste à côté de l'École polytechnique dans des bâtiments construits pour l'occasion. Certains laboratoires étaient néanmoins implantés à Palaiseau, dans le pôle technologique de Paris-Saclay : « centre de l'Yvette ».
En effet, le bâtiment qu'elle occupait boulevard Victor dans le 15e arrondissement de Paris (précédemment occupé par Supaéro jusqu'à son départ à Toulouse) a été intégré à l’« Hexagone Balard », opération immobilière destinée à regrouper à Paris, sur un même site, le ministère de la Défense, la plupart de ses services et l'ensemble des États-majors des forces armées françaises. Les anciens locaux qui abritent notamment des vitraux Lalique, sont promis à l'accueil d'une crèche, d'un amphithéâtre et des bureaux.

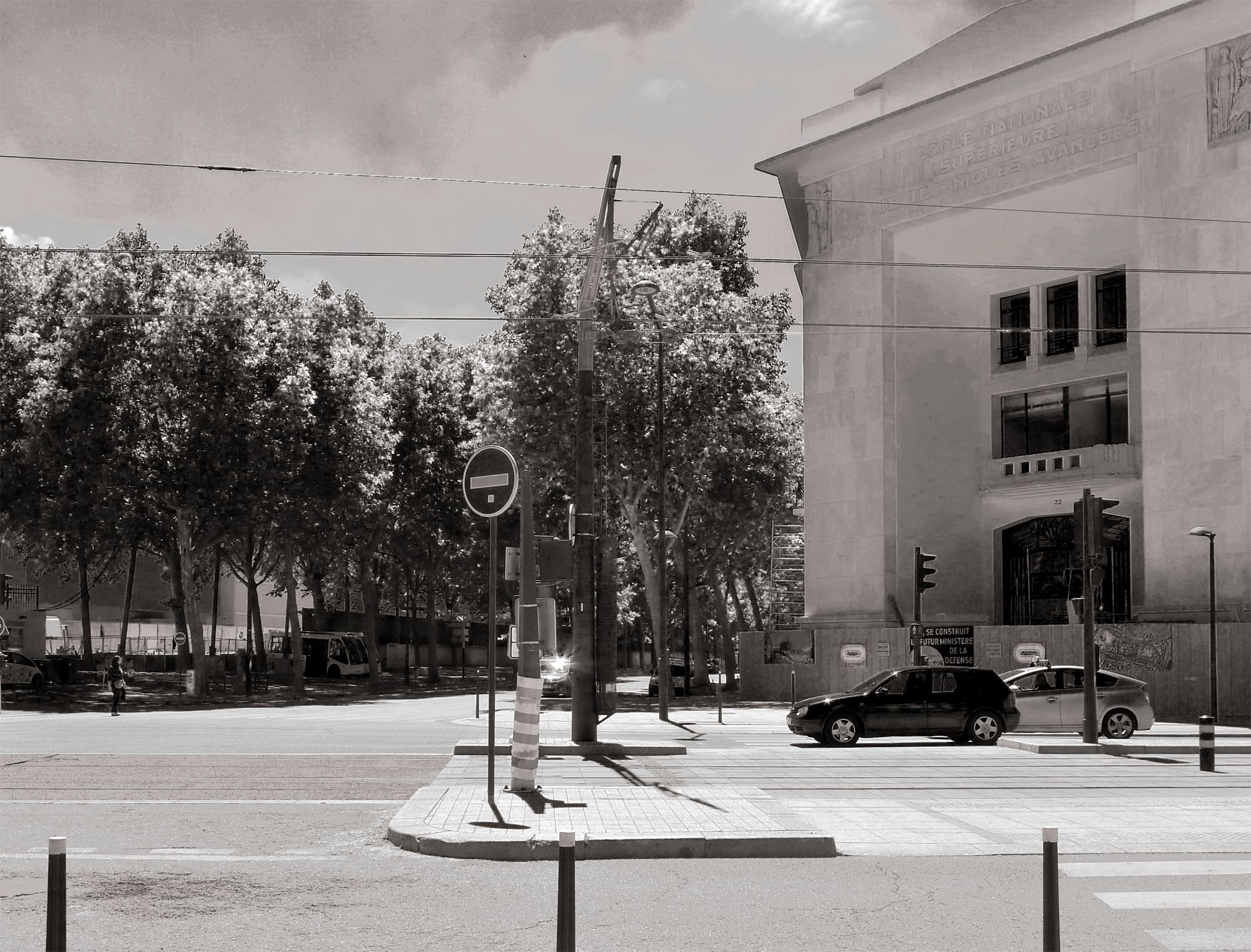
Le site du boulevard Victor.
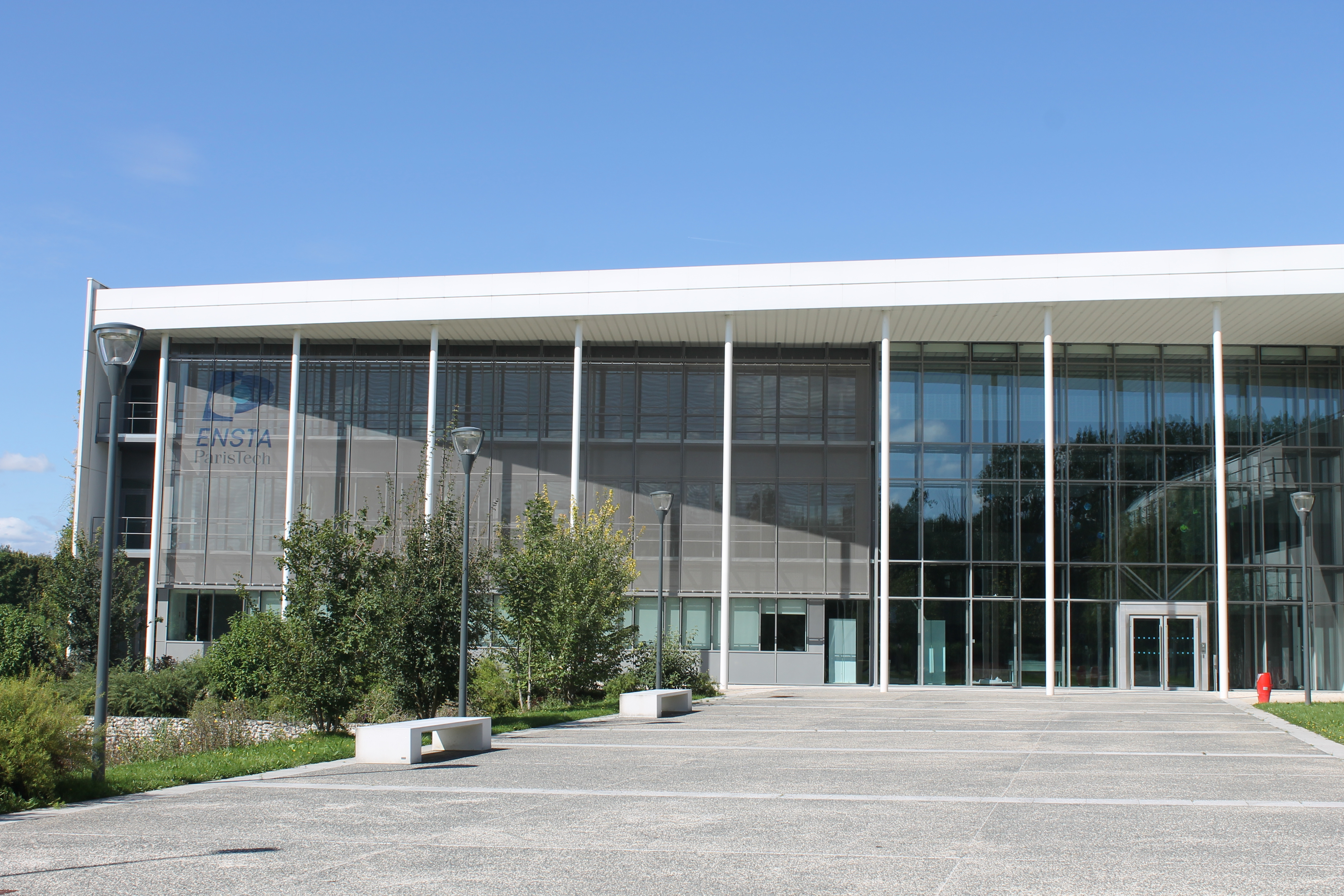
Le parvis d'ENSTA Paris en août 2014.
Plan du campus de l'École polytechnique, à Palaiseau. Les locaux d'ENSTA Paris se situent en bas et à droite, à l'intérieur et à l'extérieur de la voie circulaire.

## Enseignement

### Formation d'ingénieur

#### Recrutement
Il y a deux modes principaux de recrutement pour le cursus ingénieur. Les élèves sont recrutés pour l'essentiel via le concours commun Mines-Ponts. L'école diversifie son recrutement, en admettant aussi sur titres des élèves français et étrangers.
Par ailleurs, il est possible de rejoindre l'école plus en avant dans le cursus, ou pour des master ou mastères spécialisés. En effet, l'école :
- accueille des élèves de l'École polytechnique qui peuvent effectuer leur année d'application pour achever leur cursus d'ingénieur ;
- accueille des élèves des Écoles normales supérieures qui peuvent compléter leur formation à l'ENSTA;
- a pu accueillir des élèves de l'ENSTA Bretagne effectuant leur année d'application pour achever leur cursus d'ingénieur ;
- étant ancien membre de ParisTech, reçoit également à ce titre des élèves des autres écoles du groupe ;
- est l'une des deux écoles de formation initiale des ingénieurs de l'armement avec l'ISAE-SUPAERO ; elle propose également une formation en ingénierie aux officiers des armées ;
- a mis en place un cursus « offshore » : cursus ENIT-TA, avec l'École nationale d'ingénieurs de Tunis ; les élèves sont recrutés sur concours en Tunisie puis suivent trois semestres de cours à l'ENIT et trois semestres à ENSTA Paris ;
- dispose également d'un 2e campus offshore en Chine, à Shanghai Jiao-Tong[28].

#### Contenu de la formation
La première année se concentre sur l’acquisition des connaissances fondamentales des sciences pour l’ingénieur. Ces cours représentent un tronc commun à tous les élèves et couvrent trois grands domaines :
- mathématiques appliquées ;
- sciences et technologies de l’information et des communications (STIC) ;
- physique et mécanique.

À la fin de cette première année les élèves suivent un stage d'immersion en milieu industriel (ou « stage ouvrier »).
Le tronc commun scientifique se poursuit en deuxième année. Celui-ci se divise en trois filières : mathématiques appliquées, STIC et mécanique. Des variantes, appelées mineures, sont proposées à l'intérieur des filières, selon les spécialités.
L'école propose aussi aux étudiants de poursuivre leur formation par apprentissage, dès le début de la deuxième année : une alternance entre un mois en entreprise et un mois à l'école.
La deuxième année s'achève par un stage de recherche (PRe) d'au moins 10 semaines que les élèves peuvent faire dans l'université ou le centre de recherche de leur choix, en France ou à l'étranger. Néanmoins la plupart des élèves choisissent d'effectuer ledit stage à l'étranger au vu de l'obligation qu'ils ont de passer au minimum 3 mois du cursus à l'étranger.

#### Filières de spécialisation
En troisième année, les étudiants doivent choisir dans un des pôles une des 11 filières de spécialisation suivantes :
Pôle « Mobilité et Énergie » ;
- Mobilité intelligente et durable ;
- Génie maritime pour le transport et l’énergie ;
- Énergies en transition : production et optimisation ;
- Énergie électronucléaire.

Pôle « Ingénierie mathématique » :
- Sciences de l'optimisation et des données ;
- Finance quantitative ;
- Modélisation et simulation ;
- Mathématiques pour la santé et l’environnement.

Pôle « Informatique » ;
- Robotique ;
- Intelligence Artificielle ;
- Cybersécurité ;
- Ingénierie des systèmes complexes pour le transport, l’énergie, la défense (statut apprenti).

Les élèves peuvent aussi choisir de faire leur troisième année à l'École Polytechnique, l'École nationale des ponts et chaussées, l'ISAE-Supaéro, Télécom Paris ou l'ENSAE Paris si la spécialité qu'ils désirent n'est pas disponible à ENSTA Paris. De plus, ils peuvent choisir de suivre un master en parallèle de cette troisième année.
La troisième année se conclut par un stage en entreprise de 5 à 6 mois.

### Master
Les masters à finalité recherche ou professionnelle sont apparus dans le cadre de la réforme « licence-master-doctorat » (LMD), qui vise à harmoniser les diplômes de l'enseignement supérieur à l'échelle européenne. Ils ont pris la place notamment des anciens « Diplômes d'études approfondies » (DEA) et ceux à finalité recherche préparent particulièrement au doctorat. Leur durée est de deux ans (M1+M2).
ENSTA Paris propose ces formations opérées conjointement avec les écoles partenaires au sein de l’Institut Polytechnique de Paris (IP Paris).

### Mastères spécialisés
Les mastères spécialisés sont des formations d'établissement accrédités par la Conférence des grandes écoles. L'inscription à ce cursus requiert un Bac+5 ou un Bac+4 avec une expérience professionnelle de plus de 3 ans et il délivre un niveau Bac+6. ENSTA Paris propose 7 Mastères Spécialisés (MS) :
- Mastère Spécialisé Ingénierie des Systèmes de Localisation et multi-Senseurs : sécurité, internet des objets, aéronautique, renseignement ;
- Mastère Spécialisé Manager de projets en infrastructures de recharge et véhicules électriques ;
- Mastère Spécialisé Intelligence Artificielle ;
- Mastère Spécialisé Innovation and Entrepreneurship.

### Corps des ingénieurs de l'armement
ENSTA Paris forme les ingénieurs de l'armement pendant une période minimum de 6 mois allant jusqu'à 2 ans et demi sur une formation durant 3 ans (sachant que les 6 derniers mois s'effectuent obligatoirement dans l'armée).

### Doctorat
En 2021, l'école compte 144 doctorants encadrés par ses chercheurs ou enseignants chercheurs.

## Recherche
L'école dispose de six unités d'enseignement et de recherche :
- UCP : Unité de chimie et procédés ;
- U2IS : Unité d'informatique et d'ingénierie des systèmes ;
- UMA : Unité de mathématiques appliquées ;
- UME : Unité de mécanique ;
- LOA : Unité d'optique appliquée ;
- UEA : Unité d'économie appliquée.

ENSTA Paris abrite aussi l'unité mixte de l'Institut de la Lumière Extrême (ILE). Cette unité est sous tutelle du CNRS, de l'École Polytechnique, de l'Institut d'optique Graduate School de l'université Paris XI et d'ENSTA Paris.

## Classements
Classements nationaux (classée en tant qu'ENSTA Paris au titre de son diplôme d'ingénieur)
| Nom              | Année | Rang |
| ---------------- | ----- | ---- |
| DAUR Rankings    | 2023  | 6    |
| L’Étudiant       | 2024  | 2    |
| L’Usine Nouvelle | 2024  | N.C. |
| Le Figaro        | 2024  | 6    |

Classements internationaux (classée en tant qu'Institut Polytechnique de Paris)
| Nom                    | Année     | Rang (monde) | Rang (France) |
| ---------------------- | --------- | ------------ | ------------- |
| CWUR                   | 2022-2023 | 43           | 5             |
| QS Top Universities    | 2024      | 38           | 2             |
| Shanghai Ranking       | 2022      | 301-400      | 13-16         |
| Times Higher Education | 2023      | 95           | 3             |

ENSTA Paris a par ailleurs la note de 18/20 en excellence académique selon le classement L'Étudiant 2021 des écoles d'ingénieurs, ce qui lui donne le rang de 6e ex æquo selon ce critère.

## À l'international
En 2018, 53 des 180 diplômés d'ENSTA Paris en cursus ingénieur étaient des élèves étrangers soit 35 %.[réf. nécessaire]. La majorité de ces élèves sont issus d'un recrutement sur titre. Cette méthode de recrutement augmente tous les ans son nombre d'élèves, en 2018 ce sont 57 élèves étrangers recrutés sur titre sur les 66 élèves étrangers recrutés. En Russie, en Chine et au Brésil, le recrutement s'effectue dans des procédures communes avec plusieurs écoles de ParisTech.
De nombreux élèves de l'école décident de faire leur année de césure (entre la deuxième et la troisième année) dans une université étrangère (33 élèves en 2009). De même, 70 % des stages ouvriers et des stages en laboratoires sont effectués à l'étranger.
ENSTA Paris a signé plus de 80 accords d'échanges avec des universités étrangères. 32 accords de doubles diplômes ont été conclus ainsi que des conventions pour des actions plus spécifiques : échanges de recherche, stages, post-doctorats, etc..
Avant de quitter le groupe ParisTech, l'école participait chaque année à la semaine européenne Athens (en). L'ensemble des élèves de deuxième et troisième année partaient dans une université européenne partenaire suivre des cours. De même, l'école organisait, au cours de cette semaine, des cours pour les élèves des universités européennes partenaires.

## Vie étudiante
Comme dans la plupart des écoles d'ingénieur, la vie associative est organisée par un bureau des élèves, assisté pour leurs domaines respectifs par un bureau des sports et un bureau des arts.
Parmi les associations les plus actives, on compte l'association d'œnologie TAnin Œnologie qui, au-delà de l'organisation de séjour dans les vignobles et de séances d'initiation, participe aux concours de dégustation étudiant. L'équipe de dégustation de l'association monte sept fois sur le podium des neuf concours internationaux et rapporte quatre victoires en 2019. Depuis, l'association s'inscrit parmi les meilleures équipes du monde avec l'Université d'Oxford.
La vie associative compte aussi sur le club de voile nommé l'ENSTAQUET, l'association de physique GraviTAtion, l'association d'aéronautique et de spatial ENST'Air, et le groupe local de l'association européenne Board of European Students of Technology.
Par ailleurs, les élèves organisent plusieurs événements ouverts aux étudiants extérieurs : le festival artistique « Les Arts en Scène », le tournoi de rugby à 7 « 7 à Paris », et le tournoi de sports individuels « TITAN ». L'école accueille aussi tous les ans un cycle de conférence : RISE² organisé par les élèves de l'association de physique invite des chercheurs, des innovateurs et des représentants d'entreprises à des échanges sur des thématiques traitant des sciences et de l'innovation. Cédric Villani, Etienne Klein, François Forget ou encore Jérôme Guillen ont ainsi figuré parmi ces conférenciers.
L'école a plus de 60 associations qui ponctuent l'année de leurs événements et de leurs projets.
L'école organise depuis 2010 un concours national de nouvelles dont l'objectif est de surmonter la dichotomie classique entre sciences et littérature, nommé Nouvelles Avancées. Des scientifiques de renom (Cédric Villani, Étienne Klein) et des romanciers (Andréa H. Japp, Fatou Diom) président le jury.

### Lecatamaran Techniques Avancées
Au début des années 1990, les élèves de l'école construisent un catamaran performant. Ils bénéficient de l'aide du laboratoire de mécanique de l'école, d'ingénieurs de la DGA, ainsi que de la DCN (devenue Naval Group). Muni de trois foils et propulsé par des ailes rigides, dès qu'il passe la vitesse de 15 noeuds, ses coques sortent de l'eau, portées par les foils, et le bateau se déplace au-dessus du clapot. Le 24 juin 1997 en rade de Toulon, il atteint la vitesse de 42,1 nœuds, homologuée sur un trajet de 500 m ; c'est alors le record du monde de vitesse à la voile pour les bateaux de grande taille (catégorie D : surface de voilure supérieure à 27,88 m2).

## Anciens élèves et personnalités scientifiques

### Anciens élèves de l’École nationale supérieure du génie maritime
- Émile Barrillon
- Louis-Émile Bertin
- Mathurin François Boucher
- Roger Brard
- Louis de Bussy
- Jean François Chaumont[réf. nécessaire]
- Chhon Keat (en), homme politique cambodgien
- Gérard Cordonnier
- Eugène Deloncle
- Charles Dupin
- Henri Dupuy de Lôme
- Jean-Louis Féraud
- Antoine Groignard
- Léon Guignace
- Louis Kahn
- Pierre Karleskind
- Maxime Laubeuf
- Ernest Mercier
- Jean-Baptiste Milhaud
- René Norguet
- Armand Reclus
- Pierre Jacques Nicolas Rolland
- Jacques-Noël Sané
- Étienne Schlumberger
- Jacques Stosskopf
- Jean Tupinier
- Léonce Verny
- Jean Pierre Séraphin Vincent
- Gustave Zédé
- Guillaume Delcourt

### Anciens élèves de l'École nationale supérieure des poudres
- Paul Henri Rebut
- Robert Aymar (physicien)

### Anciens élèves de l'École nationale supérieure de techniques avancées
- Hervé Guillou, X-TA '78 : PDG de Naval Group ;
- Michel Bouvet, directeur général d'Yncréa
- Philippe Mellier, TA '79 : vice-président exécutif d'Alstom et président d'Alstom Transport, président de De Beers ;
- Vincent Rambaud, X-TA '84, ancien directeur général de Peugeot ;
- Olivier Chaplain, TA '84 : joueur de Rugby en Top 14 ;
- Mohamed el-Kettani, TA '84 : PDG de Attijariwafa Bank, officier de l'ordre national de la Légion d'honneur ;
- Frédéric Van Roekeghem, X-TA '85 : directeur général de la Caisse nationale de l'assurance maladie des travailleurs salariés (CNAMTS) et directeur de l'Union nationale des caisses d'assurance maladie (UNCAM, créée en août 2004) ;
- Pascal Clouzard, TA '86 : directeur exécutif de Carrefour France ;
- Laurent Troger, TA '87: président de Bombardier Transport ;
- Olivier Mével, TA '90 : entrepreneur et co-inventeur du Nabaztag ;
- François Forget, TA '91 : astrophysicien, directeur de recherche au CNRS et membre de l'Académie des sciences ;
- Fatim-Zahra Ammor, TA '91 : Ministre du Tourisme, de l'Artisanat et de l'Économie sociale et solidaire (gouvernement Akhannouch - Maroc) ;
- Jérôme Guillen, TA '94 : président des activités automobiles de Tesla[58] ;
- François Chollet, TA 2012 : co-développeur de la librairie de Deep Learning Keras.

### Personnalités scientifiques affiliées à l'école
- Gérard Mourou, ancien enseignant-chercheur au laboratoire d'optique appliquée (LOA) partagé avec l'X sur Palaiseau , Prix Nobel de physique 2018.
- Veronique Lazarus, professeure à ENSTA Paris et chercheure à l'IMSIA et lauréate du prix ONERA 2023 - Sciences mécaniques pour l'aéronautique et l'aérospatial.

## Identité visuelle

### Logotype
L'École nationale supérieure de techniques avancées a déposé quatre logotypes successifs correspondant aux appellations de ces marques déposées : ENSTA, ENSTA ParisTech, ENSTA ParisTech université PARIS-SACLAY, ENSTA ParisTech (en reprenant l'ancien logotype), et enfin ENSTA Paris (depuis le 2 juin 2019).
Le premier logotype a été déposé à l'Institut national de la propriété industrielle (INPI) le 5 avril 2002,. Ce logotype a été suivi par un deuxième logotype déposé à l'Institut national de la propriété industrielle (INPI) le 19 octobre 2010,. Un troisième logotype a été déposé à l'Institut national de la propriété industrielle (INPI) le 30 octobre 2014,.

Logotype du 5 avril 2002
Logotype du 19 octobre 2010 et du 7 février 2019
Logotype du 30 octobre 2014
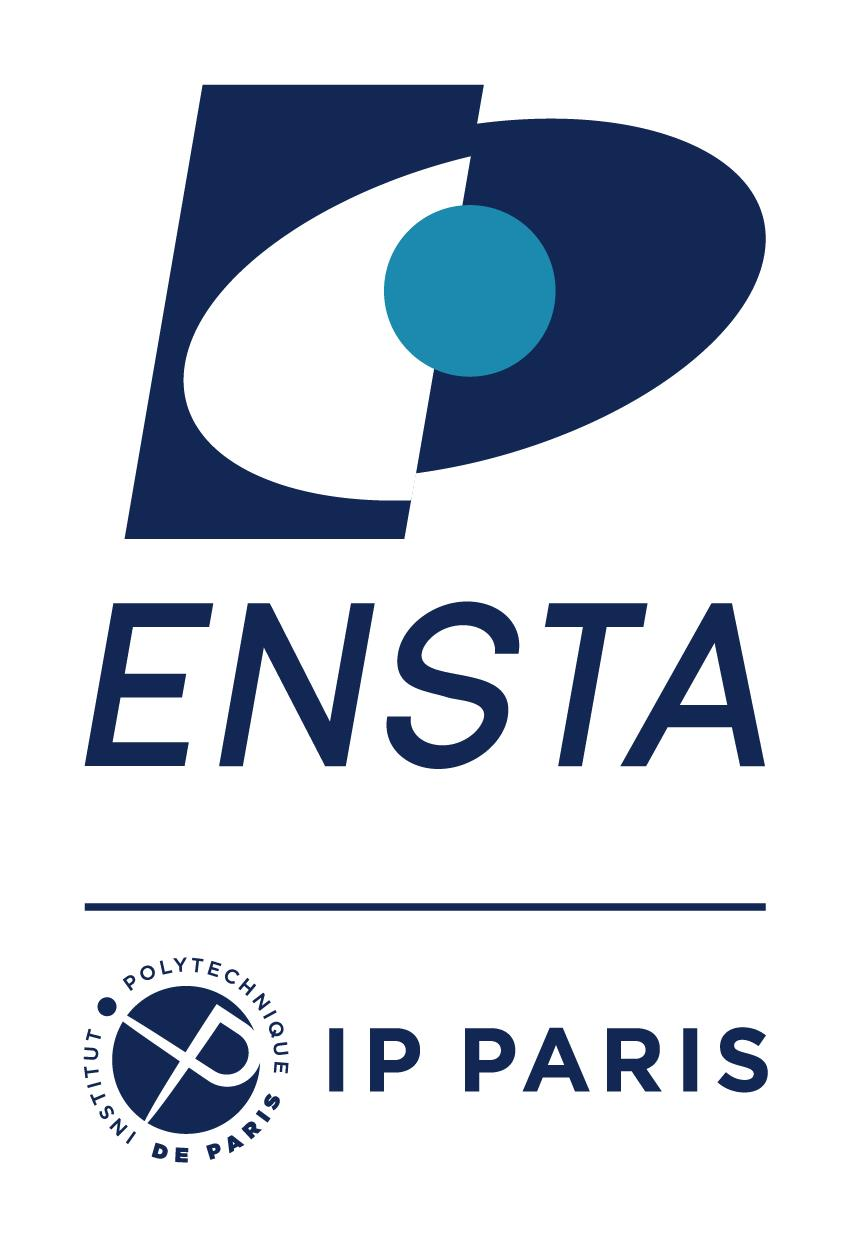
Logotype depuis le 2 juin 2019

### Symbolique
Du temps des écoles nationales des poudres et salpêtres, du Génie maritime et des hydrographes de la marine, nombre de symboles ont été adoptés bien qu'ils ne soient plus employés de nos jours.
Désormais, le crocodile est couramment utilisé comme effigie. Cet animal, symbole de la capacité à se défendre aussi bien sur terre que dans les milieux aquatiques, fait référence à la mission initialement donnée par la France à cette école : former les ingénieurs de l'armement.